# Talk to Me (2022)
Talk to Me is een Australische bovennatuurlijke horrorfilm uit 2022, geregisseerd door Danny en Michael Philippou in hun regiedebuut.

## Verhaal
Een groep vrienden ontdekt hoe ze geesten kunnen oproepen met een gebalsemde hand. Door de hand vast te houden en "talk to me" te zeggen, kan iemand met de geest van een overleden persoon communiceren, terwijl door "I let you in" te zeggen, de geest hem in bezit kan nemen. Om te voorkomen dat geesten zich aan die persoon binden, moet iemand anders binnen 90 seconden de gebalsemde hand wegtrekken en een kaars uitblazen om de verbinding te verbreken. Ze raken verslaafd aan deze nieuwe sensatie, totdat een van hen te ver gaat en angstaanjagende bovennatuurlijke krachten ontketent.

## Rolverdeling
| Acteur           | Personage |
| ---------------- | --------- |
| Sophie Wilde     | Mia       |
| Alexandra Jensen | Jade      |
| Joe Bird         | Riley     |
| Otis Dhanji      | Daniel    |
| Miranda Otto     | Sue       |
| Zoe Terakes      | Haley     |
| Chris Alosio     | Joss      |

## Productie
Talk to Me is een coproductie van "Causeway Films", "Bankside Films" en "Talk to Me Holdings", gepresenteerd door "Screen Australia" in samenwerking met de "South Australian Film Corporation", "Adelaide Film Festival Investment Fund", "Head Gear Films" en "Metrol Technology". Youtubers Danny en Michael Philippou werkten in hun regiedebuut nauw samen met producer Samantha Jennings, een van de medeoprichters van productiebedrijf "Causeway Films".

## Release en ontvangst
Talk to Me ging op 30 oktober 2022 in première op het Filmfestival van Adelaide, in een preview-vertoning. De film kreeg in januari 2023 zijn internationale première op het Sundance Film Festival in de Midnight-sectie en zijn Europese première in februari 2023 op het Filmfestival van Berlijn. In april 2024 had Talk to Me US$ 48,3 miljoen opgebracht in de Verenigde Staten en Canada, en US$ 43,9 miljoen in andere landen, goed voor een wereldwijd totaal van US$ 92,2 miljoen.
Talk to Me kreeg voor de Australian Academy of Cinema and Television Arts Awards 2024 (afgekort AACTA Awards), de belangrijkste filmprijzen in Australië, elf nominaties en won acht prijzen.
De film kreeg overwegend positieve kritieken van de filmcritici, met een score van 95% op Rotten Tomatoes, gebaseerd op 293 beoordelingen.

## Prijzen en nominaties
De belangrijkste:
| Jaar | Prijs                       | Categorie                       | Genomineerde(n)                            | Uitslag     |
| ---- | --------------------------- | ------------------------------- | ------------------------------------------ | ----------- |
| 2024 | Critics Choice Super Awards | Beste horrorfilm                | Beste horrorfilm                           | Gewonnen    |
| 2024 | Critics Choice Super Awards | Beste actrice in een horrorfilm | Sophie Wilde                               | Gewonnen    |
| 2024 | AACTA Awards                | Beste film                      | Beste film                                 | Gewonnen    |
| 2024 | AACTA Awards                | Beste regie                     | Danny en Michael Philippou                 | Gewonnen    |
| 2024 | AACTA Awards                | Beste scenario                  | Danny Philippou en Bill Hinzman            | Gewonnen    |
| 2024 | AACTA Awards                | Beste actrice                   | Sophie Wilde                               | Gewonnen    |
| 2024 | AACTA Awards                | Beste mannelijke bijrol         | Zoe Terakes                                | Genomineerd |
| 2024 | AACTA Awards                | Beste vrouwelijke bijrol        | Alex Jensen                                | Genomineerd |
| 2024 | AACTA Awards                | Beste cinematografie            | Aaron McLisky                              | Genomineerd |
| 2024 | AACTA Awards                | Beste montage                   | Geoff Lamb                                 | Gewonnen    |
| 2024 | AACTA Awards                | Beste originele muziek          | Cornel Wilczek                             | Gewonnen    |
| 2024 | AACTA Awards                | Beste geluid                    | Emma Bortignon, Pete Smith, Nick Steele    | Gewonnen    |
| 2024 | AACTA Awards                | Beste grime en haarstijl        | Rebecca Buratto, Paul Katte, Nick Nicolaou | Gewonnen    |